# Biografielijst Dl

## Dla
- Petr Dlask (1976), Tsjechisch veldrijder

## Dlo
- Lukáš Dlouhý (1983), Tsjechisch tennisser

## Dlu
- Wojciech Długoraj (±1557-1619), Pools renaissancecomponist en luitist
- Boris Dlugosch (1968), Duits muziekproducent

## Dly
- Shae D'Lyn (1963), Amerikaans actrice